# Петър Дивизиев
Петър Алексов Дивизиев, известен като Алтън Петър, е български търговец, деец на Българското възраждане в Източна Македония.

## Биография
Роден е в 1805 година в разложкото село Елешница, тогава в Османската империя. Занимава се със земеделие, а след 1835 година с търговия, от която забогатява. Търгува с памук, обработени кожи от Беломорието, коне и мулета. Дивизиев дава пари за закупуване на оръжие на различни български революционери. По време на Априлското въстание в 1876 година заедно с Иван Кърпачев успява да спаси Елешница от погром, като откупува селото.